# Zinovij Beleckij
Zinovij Jakovlevič Beleckij (rusky Зино́вий Я́ковлевич Беле́цкий; 1901 ve vesnici Lazuki, dnes Vitebská oblast – 1969 v Moskvě), byl sovětský marxisticko-leninský filozof a vysokoškolský pedagog.

## Životopis
Zinovij Beleckij vystudoval lékařskou fakultu Moskevské státní univerzity, kterou dokončil v roce 1925. Pak absolvoval přírodovědeckou fakultu Ústavu rudé profesury (1929), jenž měl vychovávat novou sovětskou inteligenci. V letech 1929–1933 působil jako vysokoškolský pedagog na Rostovské univerzitě. V letech 1933–34 byl ředitelem Ústavu marxismu-leninismu v Rostově na Donu. V letech 1934–43 pracoval jako vědecký pracovník a stranický tajemník ve Filozofickém ústavu Akademie věd SSSR. Zároveň vyučoval na Moskevské státní univerzitě (od roku 1942).
Byl osobním nepřítelem akademika Georgije Aleksandrova a v roce 1944 se stal iniciátorem odebrání Stalinovy ceny třetímu svazku učebnice Dějiny filosofie za redakce G. Aleksandrova. Vystupoval s kritikou Aleksandrovovy knihy Dějiny západoevropské filosofie na filozofické diskusi roku 1947.

## Publikace
Knihy
- Белецкий З. Я. Лекции по историческому материализму. М., 1954.

články
- БЕЛЕЦКИЙ, З. Я., 1947. Текст выступления на дискуссии по книге Г. Ф. Александрова «История западноевропейской философии». Вопросы философии. Čís. 1, s. 314–325. (rusky)